# Четирипоясен барбус
Четирипоясните (суматрански) барбуси (Puntius tetrazona) са вид лъчеперки от семейство Шаранови (Cyprinidae). Наричани са също тетразона или тигров барбус. В естествени условия са разпространени в Малайзия и Индонезия, където обитават спокойните водоеми в равнините, но се използват като декоративни рибки в акваристиката.

## Физически характеристики и поведение
Четирипоясните барбуси достигат дължина до 5 cm. Те са мирни, стадни, обитават долните и средни слоеве на водата в аквариума.

## Размножаване
За размножаването на барбус тетразона е необходим аквариум с дължина над 40 сантиметра за една двойка риби. Водата в аквариума с двойката се загрява до 25 – 27 градуса. Женската риба хвърля около 200 хайверни зърна, чиито инкубационен период е около едно денонощие, а малките рибки започват да плуват от 3 до 5 денонощия от излюпването си. На 6 – 9 месечна възраст младите тигрови барбуси вече могат да последват примера на родителите си и да създадат свое поколение.

## Отглеждане в аквариум
В аквариум е препоръчително да се отглеждат не по-малко от 10 екземпляра и да има засадени плаващи растения, създаващи тъмни места. В много осветен, беден на укрития аквариум рибите са страхливи. Подходящата температура на водата е 20 – 25 °C. Барбус тетразона е стадна рибка и отглеждането ѝ става в група, не по-малка от 10 ексземпляра и в аквариум над 60 литра. Отглеждането им в по-малък аквариум води до загуба на размножителната способност на рибите. Аквариумът трябва да е добре залесен с растения, да се осигурят по-тъмни места за криене на рибата, защото ако има само светли такива тя е страхлива. Тигровият барбус обитава долните и средни слоеве на аквариума.